# Ёрисиро
Ёрисиро (яп. 依り代・依代・憑り代・憑代) представляет собой объект, который согласно верованиям синто способен притягивать к себе ками и давать им физическое место, которое они могут занять на время религиозной церемонии. Также он используется, чтобы призвать божество для поклонения ему. В случае если в ёрисиро обитает ками, оно называется «синтай». Дабы подчеркнуть их святость, ёрисиро часто окружаются веревками под названием «симэнава», украшенными бумажными лентами «сидэ». Роль ёрисиро может исполнять и человек. В таком случае он зовется ёримаси (яп. 憑坐) или камигакари (яп. 神懸り・神憑).

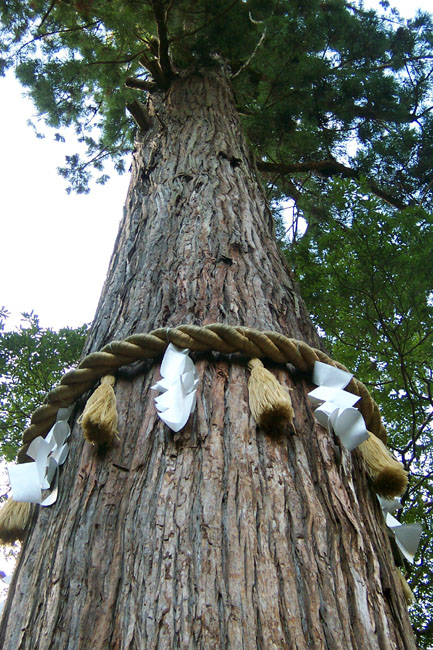
Классическое ёрисиро — гигантское дерево

Сама концепция использования ёрисиро не является чем-то уникальным и является обычным явлением для культуры, основанной на анимизме. В монотеистических религиях, напротив, животные и предметы — лишь создания творца и не содержат в себе никаких духов.

## История
Ёрисиро тесно связаны с появлением дзиндзя. Раньше японцы не имели концепции антропоморфных божеств и находили проявление духов в природе и её феноменах. Считалось, что горы, леса, дождь, ветер, молния и некоторые животные обладали духовной энергией, и проявление этой силы почиталось как «ками», что делало понятие «ками» более близким к полинезийской мане, чем к западным богам. Пытаясь получить совета ками, крестьяне стали создавать ёрисиро, притягивающие ками подобно громоотводу. Предполагалось, что ёрисиро даёт им физическую оболочку, что позволяет человеческим созданиям взаимодействовать с ками во время церемоний. Деревенские советы стали собираться в тихих местах в горах, в лесах рядом с гигантским деревом или иным объектом, исполняющим роль ёрисиро, и постепенно эти святые места превратились в современные святилища. Самыми первыми такими святилищами были простые хижины для каких-либо ёрисиро.
Происхождение современных святилищ прослеживается в термине хокура (яп. 神庫), буквально означающем «божественная кладовая». Данный термин эволюционировал в «хокора» — одно из первых слов для обозначения святилищ. Большая часть священных объектов, которые можно найти в современных храмах (деревья, зеркала, мечи), изначально были ёрисиро и позднее превратились в го-синтай.